# Тоса (феудална област)
Тоса (јап. 土佐藩 „Tosa han”) била је феудална област у провинцији Тоса у Јапану током Едо периода. Ова област позната је по томе што је имала важну улогу у догађајима касног Тогугава шогуната и Меиџи обнове. Неки од познатих људи који су дошли из ове области су Накахама Манџиро, Сакамото Рјома, Гото Шоџиро, Итагаки Таисуке, Такечи Ханпеита и др.
Данас ова област припада префектури Кочи.

## Ашикага и Азучи-Момојама периоди
Око 1400. године област Тоса је била под контролом Хосокава клана, повезаним са Ашикага шогунима.
У 16. веку Тоса је била централна база Чосокабе клана под вођством Чосокабе Моточика (1583-1585) који је контролисао цело острво Шикоку. Након што га је поразио Тојотоми Хидејоши 1585. године Чосокабе му се придружује борећи се за њега на острву Кјушу и у Кореји. Следећи даимјо био је Чосокабе Моричика али бива склоњен са те позиције а Токугава Ијејасу као победник у борбама додељује ту позицију Јамаучи Казутојоу почетком 17. века.
Побеђени Чосокабе клан можда је био побуњеничког типа, али услед страха да не дође до превелике експоатације новог лорда, земљорадници су неретко бежали у друге области.
Јамаучи Казутојо је у област дошао са само 158 људи и морао је потражити помоћ од владе (Бакфуа) да би могао да успостави контролу над области. Нажалост то је урађено силом па је као доказ успостављања контроле послата два чамца са 273 одсечене главе док су 73 дисидента разапета на плажи. Владавина Јамаучи даимјоа трајала је све до Меиџи обнове кад шогунат престаје да постоји.

## Листа даимјоа
1. Казутојо
2. Тадајоши
3. Тадатојо
4. Тојомаса
5. Тојофуса
6. Тојотака
7. Тојоцуне
8. Тојонобу
9. Тојочика
10. Тојоказу
11. Тојооки
12. Тојосуке
13. Тојотеру
14. Тојоацу
15. Тојошиге
16. Тојонори